# Clariana de Cardener
Clariana de Cardener est une commune de la comarque du Solsonès dans la Province de Lleida en Catalogne (Espagne).

## Géographie
Commune située dans les Pyrénées